# Pat McQuaid
Patrick McQuaid, conosciuto come Pat McQuaid, (Dublino, 5 settembre 1949), è un dirigente sportivo ed ex ciclista su strada irlandese, già presidente dell'Unione Ciclistica Internazionale.

## Carriera
Vede le sue origini in una famiglia di ciclisti: il padre Joe e gli zii furono tra i migliori interpreti del movimento irlandese. Anche i fratelli Kieron e Paul così come il cugino John rappresentarono l'Irlanda ai Campionati del Mondo e ai Giochi olimpici.

### Ciclista
Gareggiò dal 1966 al 1982, prima come Junior, poi a livello amatoriale e per finire come Professionista. Divenne campione nazionale su strada nel 1974 e vinse il Giro d'Irlanda nel 1975 e 1976. Come Sean Kelly anche lui venne escluso dalle Olimpiadi del 1976 per aver corso in Sudafrica durante il boicottaggio seguito all'Apartheid.

### Dirigente sportivo
Dopo aver terminato l'attività agonistica, entrò nel mondo organizzativo del ciclismo diventando, dal 1985, organizzatore di corse ciclistiche. Diresse il Tour de Langkawi, in Malaysia, il Giro di Cina e quello delle Filippine.
Parallelamente a questa attività, fu professore di educazione fisica (1975-1985), poi dal 1981 entrò nella Federazione irlandese di ciclismo, prima come allenatore della nazionale irlandese (1983-1986) che guidò ai Giochi della XXIII Olimpiade di Los Angeles, poi membro del comitato direttivo (1986-1996) ed infine presidente della federazione stessa dal 1996 al 1999.
Nel 1998 venne eletto come rappresentante dell'Irlanda nell'Unione Ciclistica Internazionale (UCI), diventando così membro del comitato direttivo e presidente della Commission Route fino al 2005, quando venne eletto presidente dell'UCI.

### Presidente dell'UCI
Durante la sua presidenza, si è battuto con fermezza nella lotta contro il doping. Il 19 giugno 2007, presentò nel corso di una conferenza stampa a Ginevra, la nuova carta anti-doping (charte anti-dopage), adottata per risollevare la reputazione del ciclismo dopo i numerosi casi di doping di quegli anni, invitando tutti i ciclisti professionisti a firmarla prima del 7 luglio successivo, data di partenza del Tour de France 2007.

## Palmarès
- 1969 (dilettanti, una vittoria)

Raggles Inn Road Race - Keighley
- 1970 (dilettanti, una vittoria)

1ª tappa Tour of Ireland (Dublino > Carrick-on-Suir)
- 1972 (dilettanti, una vittoria)

Shay Elliott Memorial - Bray
- 1973 (dilettanti, tre vittorie)

Campionati irlandesi, Prova in linea
3ª tappa An Post Rás
7ª tappa An Post Rás
- 1975 (dilettanti, quattro vittorie)

4ª tappa Tour of Ireland (Donegal > Buncrana)
Classifica generale Tour of Ireland
8ª tappa Rapport Tour (Humansdorp > Port Elizabeth)
13ª tappa Rapport Tour (Middelburg > Colesberg)
- 1976 (dilettanti, due vittorie)

Classifica generale Tour of Ireland
Tour of the Cotswolds
- 1978 (Viking-Campagnolo, una vittoria)

Tour of the Pennines
- 1980 (dilettanti, una vittoria)

5ª tappa An Post Rás

### Altri successi
- 1975 (dilettanti, una vittoria)

Classifica a punti Tour of Ireland